# Morella
Morella é um município da Espanha na província de Castelló, Comunidade Valenciana. Tem 413,5 km² de área e em 2021 tinha 2 406 habitantes (densidade: 5,8 hab./km²).
As suas 16 torres, seis portas (entre elas a do rei, por onde entrou Jaime I) e quase dois quilómetros de muralha (muros de 10 e 15 metros de altura, e de dois metros de espessura) são as características de Morella, coroada pelo castelo. A sua igreja de Santa Maria a Maior acolhe a cada agosto o Festival Internacional de Música de Órgão. 
Pertence à rede das Aldeias mais bonitas de Espanha.

## Demografia
| Variação demográfica do município entre 1991 e 2004 | Variação demográfica do município entre 1991 e 2004 | Variação demográfica do município entre 1991 e 2004 | Variação demográfica do município entre 1991 e 2004 |
| --------------------------------------------------- | --------------------------------------------------- | --------------------------------------------------- | --------------------------------------------------- |
| 1991                                                | 1996                                                | 2001                                                | 2004                                                |
| 2881                                                | 2797                                                | 2715                                                | 2782                                                |